# Érasme/Erasmus
Érasme/Erasmus – stacja końcowa metra w Brukseli, na linii 5. Zlokalizowana jest przed stacją Eddy Merckx. Została otwarta 15 września 2003.